# Tony Meehan
Daniel Joseph Anthony Meehan (* 2. März 1943 in Hampstead/London, England; † 28. November 2005 in Paddington/London) war ein britischer Schlagzeuger und Gründungsmitglied der Instrumental-Rockband The Shadows.

## Leben
Meehan entdeckte schon sehr früh das Schlagzeug und spielte schon als Jugendlicher in Bands mit. Mitte der 1950er Jahre spielte er unter anderem bei den Vipers, bei denen auch Jet Harris an der Bassgitarre spielte.
Als 1958 die Begleitband von Cliff Richard neu zusammengestellt wurde, trafen sich die beiden wieder als Mitglieder der Shadows. Obwohl diese damals eine der erfolgreichsten Bands Englands waren, hatte Meehan neben der Musik auch immer andere Interessen, so das Varieté oder die Psychologie.
Tony Meehan war zeit seines Lebens bekannt dafür, seinen eigenen Kopf durchsetzen zu müssen. Dies spiegelte sich auch in seinem Benehmen vor, während und nach Auftritten der Shadows wider. Seine Eskapaden reichten vom bloßen Zuspätkommen bis hin zum Verlassen der Bühne während eines Auftrittes. Nachdem er kurz nach den Aufnahmen für den Nummer-1-Hit „Kon-Tiki“ im Frühjahr 1961 zunächst den Auftrittsbeginn für das Präsentationskonzert verschlafen hatte und dann noch vor der Konzertzugabe (FBI und Apache) mit dem Abbau seines Schlagzeuges bei ausverkaufter Halle begonnen hatte, wurde ihm noch im Konzertsaal die Bandmitgliedschaft aufgekündigt. Dies ist minutiös in den Memoiren von Bruce Welch „Rock and Roll – I gave you the best years of my life“ nachzulesen. 
1961 nutzte er ein Angebot von Decca Records, um auf die Produzentenseite zu wechseln. Er produzierte fortan unter anderem Louise Cordet. Als kurz darauf auch Jet Harris die Shadows verließ, verhalf er ihm zu einem Plattenvertrag und bildete mit ihm schließlich ein erfolgreiches Instrumentalduo (für ihre Hits siehe Jet Harris).
Nach dem schweren Unfall von Harris stellte er zwar kurzzeitig eine Tony Meehan Combo zusammen, die mit dem Song of Mexico einen Top-40-Hit in England hatte, aber schließlich arbeitete er wieder weiter erfolgreich im Hintergrund als Produzent (u. a. von P. P. Arnold), Songschreiber und Schlagzeuger.
Ungeachtet des unrühmlichen Abgangs von den Shadows blieb er der Formation als Aushilfsdrummer erhalten und war jederzeit bereit, für seinen Nachfolger Brian Bennett als Krankheitsvertretung einzuspringen.
Meehan starb im Alter von 62 Jahren in einem Krankenhaus in Paddington/London an Kopfverletzungen, die er sich bei einem Sturz zugezogen hatte. Die Nachricht vom Tode Meehans verkündete Bruce Welch bei einem BBC-Interview.
Tony Meehan hinterließ seine Ehefrau (Sue Ellen) und zwei Söhne, die in den 90er Jahren geboren wurden.

## Diskografie
Singles

| Jahr | Titel Album       | Höchstplatzierung, Gesamtwochen, AuszeichnungChartsChartplatzierungen (Jahr, Titel, Album, Platzierungen, Wochen, Auszeichnungen, Anmerkungen) | Anmerkungen    |
| Jahr | Titel Album       | UK | Anmerkungen    |
| ---- | ----------------- | --- | -------------- |
| 1963 | Diamonds –        | UK1 (13 Wo.)UK | mit Jet Harris |
| 1963 | Scarlett O’Hara – | UK2 (13 Wo.)UK | mit Jet Harris |
| 1963 | Applejack –       | UK4 (13 Wo.)UK | mit Jet Harris |
| 1964 | Song of Mexico –  | UK39 (4 Wo.)UK |                |